# Balaton, Heves
Balaton là một thị trấn thuộc hạt Heves, Hungary. Thị trấn này có diện tích 13,2 km², dân số năm 2010 là 1105 người, mật độ 84 người/km².